# Szabó Dezső és a romániai magyar irodalom
Szabó Dezső és az erdélyi magyar irodalom – Szabó Dezsőt (1879–1945), a 20. század első felének nagy hatású magyar gondolkodóját és szépíróját igen sok szál köti Erdélyhez. Kolozsvárt született, és itt nőtt fel; a Református Kollégiumban tanult, amelynek apjával való rossz viszonya miatt VI. osztályos korától bentlakó diákja. 1899-ben érettségizett, majd a bátyjánál, az illyefalvi lelkész Szabó Jenőnél töltött vakáció után Budapesten folytatta tanulmányait. Az Eötvös-kollégiumban ismerkedett meg többek közt Kodály Zoltánnal, Szekfű Gyulával, Balázs Bélával, Kuncz Aladárral, Horváth Jánossal; stúdiumai befejeztével (1904) tizenöt éven át középiskolai tanár volt különböző városokban; ebből egy évig Nagyváradon (1908–1909), két évig Székelyudvarhelyen (1909–11). 1919-től kimondottan irodalmi és politikai tevékenységet folytatott, megalakította a Magyar Irodalmi Nemzeti Szövetséget, aztán lemondott annak elnökségéről, megalapítója és főszerkesztője volt az Auróra és az Élet és Irodalom című lapoknak (1923-ban).

## Szabó Dezső és az erdélyi írók vitája
Mindvégig erdélyinek tartotta magát, ennél azonban fontosabb volt számára, hogy a magyar szellemi élet központjában, Budapesten éljen. Mindezzel együtt nagy befolyással volt nemcsak az erdélyi irodalomra, hanem a közfelfogásra is. Az erdélyi lapokban is visszhangot keltettek különböző vitái. A nevezetes zsidóság–antiszemitizmus–protestantizmus-vita során a Református Szemlében közölt hozzászólásában Ravasz László kijelentette: Szabó Dezsőnek szerencséje, hogy kálvinista, mert zsidóként sokkal eszesebbnek, alaposabbnak kellene lennie, másrészt viszont a kálvinizmus legnagyobb problémájának azt tartja, hogy Szabó Dezsőket nevel.
Nagy visszhangot váltott ki hozzászólása a Tamási Áron Szűzmáriás királyfi c. regényének fogadtatásával kapcsolatosan kibontakozott vitához. Ez a regény 1928-ban jelent meg, többek méltatták az erdélyi lapokban (Benedek Elek, Makkai Sándor, Gaál Gábor, Jancsó Béla), s egyöntetűen azon a véleményen voltak, hogy a regénnyel új korszak kezdődik Tamási írói pályafutásában és az erdélyi magyar irodalomban. Szabó Dezsőt felingerelte az elismerés, s fulmináns cikkben mondott véleményt a könyvről (Sületlenség! Előőrs, 1928. szeptember 9.; ua. Keleti Újság, 1928. szept. 10.). Alaposan elverte a port a Szűzmáriás királyfin, azt állítván, hogy az teljességgel Az elsodort falu rosszul sikerült utánzata, Tamásit pedig elficamodott székely góbénak nevezte. „Minden okom megvan a becsületes szigorúságra – írta –, hiszen fiamat verem. Idétlenebb, sületlenebb könyvet nem olvastam e két kötetnél. Szerzőn nyilvánvalón érzik, hogy »erdélyi irodalmat«, sőt valóságos százfokos eredeti székely lelket akart kimérni.” Az írására reagáló kritikusok cikkei is hasonló hangvételűek voltak: Mikes Imre visszautasította a támadást: „[Szabó Dezső] – írta – nem sokat használ, de nem is árthat sokat: tudja róla mindenki, hogy gyertyalángnál pirítja az ökröt, és papírvágóval öldökli az oroszlánt. Fegyvere óriási kaliberű és mennydörgésszerűen durran, de nem kell megijedni tőle, mert a piksziséből régen kifogyott a töltés” (Brassói Lapok, 1928. szeptember 16.). A hozzászólók között volt Benedek Elek is, akit „fiai”, a „székely írók” maguk is vezérüknek tekintettek, s aki ugyancsak védelmére kelt Tamásinak (Brassói Lapok, 1928. szeptember 17.), Szabó Dezsőről pedig kijelentette, ő az az író, aki nem örvend annak, hogy rajta kívül más is gazdagítja a magyar irodalmat, és ebbéli fájdalmában káromkodik. Szentimrei Jenő ugyancsak a Brassói Lapokban nyilvánított véleményt: „Szabó Dezső tíz esztendő után érdemesnek tartja foglalkozni az általa nem létezőnek jellemzett erdélyi irodalommal, mint poszton álló előőrshöz illik, vaktában belelő a nemlétező bokorba, melyben szerinte nem mozog senki… Szabó Dezső nem vette észre előőrsi minőségében, hogy a bokorban saját csapatbeli cimbora mozog. És az előőrsi posztján elbóbiskoló vén katona íme beledupláz a bajtársába…, s mint árulkodó gyermek fordult kipirult orcával a Parancsnok felé: – Igenis, rálőttem, mert olyan híreket akart hozni, amelyeket én még a tavaly elhoztam” (Brassói Lapok, 1928. szeptember 23.). Molter Károly az Erdélyi Helikonban (1928/6) megjelent átfogó elemzésében mutatta ki Az elsodort falu hatását a Szűzmáriás királyfira, ugyanakkor rámutatott: érdemes figyelni Tamásira, mert több lesz belőle, mint egy egyszerű Szabó-inas.
Szabó Dezső természetesen válaszolt: elsősorban Benedek Eleknek, akit Herczeg Ferenchez, Pekár Gyulához, Molnár Ferenchez hasonlít, a sírba tessékelve a „Szent Öreg”-et (Erdélyi szomorúság. Előőrs, 1928. okt. 7.), erre a támadásra reagált Szentimrei Jenő, példaképül állítván Benedek Eleket, aki pályatársai családtagjainak megsegélyezésére körutakat szervez, szemben Szabó Dezsővel, akiről azt állítja, azért nem volt hajlandó erdélyi körútra indulni, mivel nem kapta meg a száz-százezer lejes biztosítékot két bankban a nevére kifizetve (Brassói Lapok, 1928. november 5.). Szabó Dezső persze később is visszatért a vitára (Erdélyi tanulságok. Ellenőr, 1928. december 15.).

## A vita lezárása
A vita elültét követően Jancsó Béla a Brassói Lapok 1929. januári számában vonta meg annak tanulságát (Szabó Dezső és Erdély. Brassói Lapok, 1929. január 27.). Kifejtette benne, hogy a vita során többnyire személyeskedő írások jelentek meg, amelyek a védelemben igazságosak, a támadásban viszont nem azok. Benedek Eleknek igaza van, amikor Tamási védelmére kel, de nincs igaza, amikor támadja Szabó Dezsőt, utóbbinak igaza van, amikor védi önmagát, de nincs igaza, amikor támadja Benedek Eleket. Szabó Dezső nem tud Benedek Elek 1920 utáni munkásságáról, utóbbi nem tud Szabó Dezső kiállásairól. Végül megállapította: Szabó Dezső tragédiája, hogy önzése felülkerekedik zsenialitásán, és önmagának kell megvívnia a harcot önmagával.
Tamási csak jóval később, 1933-ban reagál az őt ért támadásra. Szabó Dezsőre és Az elsodort falura utalva írja többek között: „…az volt a képzetem róla, hogy egy kis magyar templomban aránytalanul nagy és csodálatra méltó képet látok. Így magamban büszke voltam erre a magyar képre, s bár az én színeimet s vonalaimat soha nem láttam benne, mégis vágytam arra, hogy idegeneknek mutogassam, mint rendetlen mennyiségű nemzeti vagyont. Ez a gyermeki büszkeségem akkor sem hagyott el, amikor, s éppen imádkozás közben, leköpött engemet ez a kép. Szépen letöröltem, és továbbmentem, hogy végezzem mindennapi dolgaimat” (*Brassói Lapok, 1933. december 3.).

## Szabó Dezső hatása az erdélyi irókra
E keserű szájízű vita ellenére Szabó Dezső radikalizmusa és népszemlélete érezhető hatást gyakorolt az 1920-as, 1930-as évek erdélyi irodalmára: elindítója volt a népi írók mozgalmának, hatással volt az Erdélyi Fiatalok munkatársaira, a folyóirat egész eszmeiségére. Mint Cseke Péter írja: „…az Erdélyi Fiatalok körül csoportosuló nemzedék Adyban, Móriczban és Szabó Dezsőben – ez utóbbinak eszmeileg ma is érvényes állásfoglalására gondolunk – nem annyira az írásművészet mesterét becsülte, hanem sokkal inkább a társadalmi és nemzeti felelősségérzetnek hangot adó gondolkodót. És mert közülük elsősorban Szabó Dezső volt ideológus – érthető módon vele foglalkoztak a legtöbbet” (Erdélyi Fiatalok. Dokumentumok, elvek, viták. Bukarest, 1986). Ennek a Szabó Dezső-i eszmei hatásnak a lényege Király István szerint sem a faji gondolat vagy a parasztromantika, hanem az új típusú antiimperialista patriotizmus, még akkor is, ha ez nem szólalt meg olyan tisztán műveiben, mint Ady költészetében. Viszont a szociális érzékenységet, a sorsára hagyott, elnyomott falusi nép iránti figyelmet ő ébresztette fel az Erdélyi Fiatalok köré csoportosuló fiatalokban, illetve a lap szerkesztőiben. László Dezső, a lap szerkesztője például határozottan szembeszáll azokkal, akik ideológiáját túlhaladottnak vélik, éppenséggel a gazdasági válság reális érzékelése miatt, ugyanis azt állítja: „Ma már olyan rútul ki van szipolyozva a falu, hogy további kizsákmányolásra senki sem tartja érdemesnek” (Erdélyi Fiatalok, 1933/2. 37.).
Az Erdélyi Fiatalok hasábjain a továbbiakban is reagáltak Szabó Dezső jelentősebb megnyilatkozásaira: beszámoltak különböző alkalmakkor tartott előadásairól, Jancsó Béla ismertette a Szabó Dezső-füzeteket, amelyeknek 1934-től a lap kiadóhivatala vállalta erdélyi terjesztését. Emellett a lapban rendszeresen olvashattak regényeiről is, közölték nagy hatású nyílt levelét A magyar miniszterelnökhöz (Erdélyi Fiatalok, 1938/2), 1939-ben Debreczeni László referált az író hatvanadik születésnapja alkalmából rendezendő jubileumi rendezvényről, s ezt követően egy különszámban foglalkoztak Szabó Dezső eszmerendszerének jelentőségével. Ennek során László Dezső Szabó Dezső művelődéspolitikája című írásában hangsúlyozta, hogy a népi kultúra értékeinek beépítése a tágabb közösség tudatába ugyanolyan fontos, mint a nagy magyar alkotók életművének közvetítése a nemzeti kultúra letéteményeséhez, a parasztsághoz.

## Messze nyúló emlékezete
Az ostrom idején Budapesten elhunyt író szellemi hagyatékának hivatalos marxista ideológiai megbélyegzése a második világháborút követő első évtizedekben a romániai magyar sajtó viszonyulását is meghatározta. Változás csak az 1980-as évek elején következett be: elsőnek a hagyatékból Magyarországon megcsonkítva publikált Életeim kiadása révén, 1982-ben, Molnár Gusztáv bevezető tanulmányával és Katona Ádám gondozásában, a Kriterion Könyvkiadó Magyar Klasszikusok sorozatában. Bár ennek a kiadásnak a szövege sem lehetett teljes (a Romániában más szempontok szerint ítélő cenzúra beavatkozásai miatt), fogódzót teremtett egy hiteles Szabó Dezső-kép kialakítására, ami elsősorban Fábián Ernő átfogó elemzéseinek volt köszönhető.
Szabó Dezső munkásságával, eszmeiségével Fábián Ernő már a regény romániai megjelenését megelőzően foglalkozott. Megállapította ugyan, hogy „…regényei, elbeszélései elnagyoltak, művészileg kidolgozatlanok. Az ábrázolásnál fontosabbnak tartotta ideológiájának szépírói megjelenítését.” Ezt az elmarasztaló ítéletet azonban az ideológus Szabó Dezső-kép árnyalása ellensúlyozta, amikor rámutatott: az imperializmussal szemben az író kiállt a nyomorgók mellett, reálisan látta a magyar társadalmi problémákat, s messianisztikus változásokat várt, ugyanakkor kifogást emelt a kereszténység kiüresedett mivolta, értékvesztése ellen. Egyértelműsítette, hogy Szabó Dezső ideológiájának kulcsfogalma a nemzet, márpedig szerinte az irodalom és a művészet is csak nemzeti jellegével válhat egyetemessé. Reformelgondolásainak alapja is jobbra törő vágyakozása, melyek tengelyébe ugyancsak a nemzeti közösséget és az integrális embert helyezte. Fábián Ernő azt is hangsúlyozta ugyanakkor, hogy „Szabó Dezső harcban állt a szélsőjobboldali mozgalmakkal, mert azokat a német fasizmus előőrseinek tartotta”, viszont azt sem vonta kétségbe, hogy az író egyénisége gyakorta keresztülhúzta pozitív tartalmú társadalom- és kultúra-kritikáját: „…erkölcsileg csak azoknak lehet igazuk, akik a szenvedő emberiség oldalára állnak. Szabó Dezsőt ebben önimádata, konoksága, céltévesztése megakadályozta, ezért magatartásával szemben a kritika mindig jogos.”
Emlékének ápolására különös gondot fordít egykori iskolája, a kolozsvári Református Kollégium és az annak volt diákjaiból 2002-ben alakult Szabó Dezső Emlékegyesület. Ennek keretében 2002-től gyakran került sor műsoros előadásokra, amelyeken Kántor Lajos, Lászlóffy Csaba, Kozma Dezső, Gaal György, Asztalos Lajos, Péntek János tartottak előadást az író művéről, kolozsvári gyermek- és ifjúkorának helyszíneiről; az Egyesület kezdeményezésére 2006-ban került sor emléktáblájának leleplezésére a Kollégium épületében, s az akkor rendezett ünnepségen Somogyi Botond és Kolozsvári József tartottak előadást (Szabó Dezső emlékkönyv. 8–16.). Idézte emlékét a 2007 nyarán alapításának 450. évfordulóját ünneplő Kollégium jubileumi Évkönyve is, melyben az iskola jeles tanárai és diákjai sorában Szilágyi Gizella elevenítette fel a híres tanítvány emlékét.